# Polon (waluta)
Polon – umowna jednostka monetarna równa 25 centom USA, przyjęta na bonie wydanym przez Komitet Obrony Narodowej w Ameryce na okoliczność zbiórki pieniężnej wspierającej walkę zbrojną o niepodległość Polski podczas I wojny światowej.